# Ricardo Zamora
Ricardo Zamora Martínez, född 21 januari 1901 i Barcelona, död 8 september 1978 i Barcelona, var en spansk fotbollsspelare (målvakt). Han var en av världens bästa målvakter under 1920- och 1930-talen.
Han spelade för Espanyol, FC Barcelona, Real Madrid och OGC Nice. I landslaget spelade han i OS 1920 där han fick sitt stora genombrott, efter detta OS kallades han för "Den gudomlige" .I andra länder så kallade man målvakterna något helt annat. Man kallade dem för Zamora! Spanien tog silver i detta OS. 1934 spelade han VM när Spanien slog Brasilien i första omgången men sedan åkte mot hemmalaget och blivande världsmästarna Italien i kvartsfinalen. Han spelade sammanlagt 46 landskamper för Spaniens herrlandslag i fotboll Och släppte bara in 40 mål, detta långt innan den moderna försvarsfotbollen kom igång. Det spanska försvaret täckte bara innanför straffområdet för från längre håll kunde ingen göra mål på Zamora. Zamora verkade som tränare i Atlético Madrid, Celta Vigo, Espanyol och RCD Mallorca och dessutom som en av Spaniens mest ansedda fotbollsskribenter. Han ägnade också mycket tid åt sin son, en ung, lovande målvakt som hette Ricardo Zamora (de Grassa) eller Ricardo Zamora II. Sonen nådde aldrig samma storhet som sin far men var ändå av spansk elitklass. 